# هينغهام (ماساتشوستس)
هينغهام (بالإنجليزية: Hingham, Massachusetts)‏ هي بلدة أمريكية تقع في الولايات المتحدة في Plymouth County. يقدر عدد سكانها بـ 22,157 نسمة ومساحتها 68.1 كم2 و وترتفع عن سطح البحر 18 متر.

## أعلام
- مارتي مكينيس
- برايان بويل
- إسحاق سبراغ
- هارولد هاكيت
- إرفينغ إتش بارتليت
- هربرت إل. فوس
- جون ديفيس طويل
- ليلي ماي بيري
- اندروز نورتن
- جوزيف ريتشاردسون